# La India María
La India María (María Nicolasa Cruz) es un personaje ficticio  creado e interpretado por la actriz María Elena Velasco. El personaje frecuentemente aguanta situaciones de discriminación racial, clasismo, y corrupción, a pesar de que en todas estas contrariedades, María indudablemente las resuelve con actos graciosos de bondad y moralidad. Ha representado al pobre indígena, al trabajador emigrante, e incluso a monjas de espíritu libre por más de 30 años. 
Fue el personaje principal de 16 películas y de una serie televisiva titulada, Ay María Qué Puntería. 
En el siglo XXI y antes de la muerte de su intérprete, el personaje apareció en los programas televisivos Mujer, casos de la vida real y La familia P. Luche.

## Trasfondo del personaje
A pesar de que el origen de La India María nunca es revelado en sus películas, lo más probable es que sea de origen Mazahua, debido a su colorida, ropa folclórica. En su primera película, menciona que su ciudad natal es "San José de los Burros". No obstante, esto no es canónico, ya que este hecho constantemente varía. Por ejemplo, su ciudad natal es cambiada a "Chipitongo el Alto", donde sirve un plazo como presidente municipal en La presidenta municipal (1975). En El que no corre... vuela! (1981), menciona que su ciudad natal es "San Pablo Cuatro Venados". Otras ciudades natales dadas son Nopalillo o San Bartolo Tezmelucan, entre otras.

## Mudanza a la Ciudad de México
Ya que el pueblo natal de La India María no tiene muchas oportunidades de trabajo, su prima Eufemia la invita para trabajar para una mujer aristocrática sofisticada quién es la condesa del Valle de México, en Ciudad de México. Su nombre es Doña Julia Escandón de León, Condesa del Valle. Pero María es atracada cuándo se baja del tren. Con ningún lugar a donde ir, María vende naranjas con otras mujeres en un parque público (lo cual es ilegal). Un grupo de agentes policiales les arresta, pero María Nicolasa encuentra refugio en la limusina de Doña Julia.

## Migración a los Estados Unidos
María fue contratada varias veces para trabajar en los Estados Unidos. Primer en OK, Mister Pancho, donde cruza la frontera a Houston, Texas por petición de un refugiado estadounidense de quien rápidamente se enamora y nombra como "Mr. Pancho". Después en Ni de aquí ni de allá,  viaja a Los Ángeles, California y es contratada para trabajar como mucama para dos turistas estadounidenses, el Señor y la Señora Wilson. Aun así,  es distraída y va a un baño en el aeropuerto de Los Ángeles, dónde presencia un asesinato. El asesino la persigue por todas partes de la ciudad, mientras encuentra trabajo en un restaurante mexicano, y después de sirvienta para un empresario americano enfermo, quién resulta ser un traficante de drogas.

## Apariciones
- En Mujer, casos de la vida real, un episodio titulado Amor incondicional,  retrata a una sirvienta y niñera discriminada.
- En La familia P. Luche,  aparece en un episodio como la sirvienta de "ExCelsa".
- También tuvo apariciones en la serie Papá Soltero y el espectáculo de comedia La hora pico.
- En la telenovela Corazón indomable,  aparece como la amiga bondadosa de Maricruz (Ana Brenda Contreras), la protagonista.

### Anuncios
- Protagonizó dos para el café Maxwell House.
- También apareció en publicidades de marcas como: Maggi, Fab, y Nescafé.